# Développement en cotangente continue de Lehmer
En mathématiques, le développement en cotangente continue d'un nombre réel strictement positif est une écriture de ce nombre utilisant une suite de nombres entiers et la fonction cotangente. Il a été découvert par Derrick Lehmer et permet de retrouver des propriétés équivalentes à celles du développement en fraction continue, tout en permettant d'approcher le réel limite de façon plus efficace.

## Définition et propriétés
En 1938, Lehmer remarque que la plupart des développements de nombres se basent sur l'itération suivante, pour une fonction f bien choisie :
{\displaystyle x=f\left(x_{0},f(x_{1},f(x_{2},\ldots ))\right)}
Par exemple,
- {\displaystyle f(x,y)=x+{\frac {y}{b}}} donne le développement en base b
- {\displaystyle f(x,y)=x+{\frac {1}{y}}} donne le développement en fraction continue
- {\displaystyle f(x,y)={\frac {1}{x}}(1+y)} donne le développement en série de Engel

Il considère alors la fonction
{\displaystyle f(x,y)={\frac {xy+1}{y-x}}=\cot \left(\operatorname {arccot}(x)-\operatorname {arccot}(y)\right).}
Le développement en cotangente continue d'un nombre réel strictement positif x est la suite de nombres entiers (nk) définie par :
{\displaystyle x=\cot \left(\sum _{k=0}^{+\infty }(-1)^{k}\operatorname {arccot}(n_{k})\right)}

### Développements réguliers et réduits
Le développement en cotangente continue est dit régulier si :
- pour tout k, nk est un entier positif
- la suite vérifie

{\displaystyle \forall k\in \mathbb {N} ,\ n_{k+1}\geqslant n_{k}^{2}+n_{k}+1}
Dans le cas où la suite est finie, l'inégalité est stricte pour le dernier nk non nul.
Un développement en cotangente continue est dit réduit s'il est interrompu à partir d'un certain terme. On en déduit une approximation rationnelle du nombre, pas forcément sous sa forme réduite.
Lehmer établit aussi que tout nombre réel x admet un développement en cotangente continue régulier unique et convergent, fini si et seulement si x est rationnel.

### Liens avec le développement en fraction continue généralisée
À partir des entiers du développement en cotangente continue d'un nombre, on peut construire son développement en fraction continue généralisée. En effet, on a, puisque {\displaystyle f(x,y)=x+{\frac {x^{2}+1}{y-x}}} :
{\displaystyle \forall x,x=\cot \left(\sum _{k=0}^{+\infty }(-1)^{k}\operatorname {arccot}(n_{k})\right)=n_{0}+{\frac {n_{0}^{2}+1}{n_{1}-n_{0}+{\dfrac {n_{1}^{2}+1}{n_{2}-n_{1}+{\frac {n_{2}^{2}+1}{n_{3}-n_{2}+\ddots }}}}}}}

## Construction du développement

### Développement pour un nombre rationnel
Pour x = p/q rationnel > 0, la suite du développement s'obtient à partir d'un algorithme similaire à l'algorithme d'Euclide pour p et q :
Initialisation
On pose p0 = p et q0 = q.
Récurrence
À l'étape k :
- nk est le quotient de la division euclidienne de pk par qk
- qk+1 est le reste de la division euclidienne de pk par qk
- pk+1 = pknk + qk+1

L'algorithme s'arrête quand le reste est nul.
On l'applique pour x = 37/25
| Étape k | Dividende {\displaystyle p_{k}} | Diviseur {\displaystyle q_{k}} | Équation {\displaystyle p_{k}=q_{k}n_{k}+q_{k+1}} | Quotient {\displaystyle n_{k}} | Reste {\displaystyle q_{k+1}} | Itération {\displaystyle p_{k}n_{k}+q_{k+1}=p_{k+1}} |
| ------- | ------------------------------- | ------------------------------ | ------------------------------------------------- | ------------------------------ | ----------------------------- | ---------------------------------------------------- |
| 0       | 37                              | 25                             | 37 = 25 × 1 + 12                                  | 1                              | 12                            | 37 × 1 + 25 = 62                                     |
| 1       | 62                              | 12                             | 62 = 12 × 5 + 2                                   | 5                              | 2                             | 62 × 5 + 12 = 322                                    |
| 2       | 322                             | 2                              | 322 = 2 × 161 + 0                                 | 161                            | 0                             | Fin de l'algorithme                                  |

Soit :
{\displaystyle {\frac {37}{25}}=\cot(\operatorname {arccot}(1)-\operatorname {arccot}(5)+\operatorname {arccot}(161))}

### Développement pour un nombre irrationnel
Pour x irrationnel > 0, la suite du développement s'obtient par récurrence :
Initialisation
On pose x0 = x.
Récurrence
À l'étape k :
{\displaystyle n_{k}=\lfloor x_{k}\rfloor }
{\displaystyle x_{k+1}={\frac {x_{k}\lfloor x_{k}\rfloor +1}{x_{k}-\lfloor x_{k}\rfloor }}}
On l'applique pour x = e
| Étape k | Nombre {\displaystyle x_{k}} | Partie entière {\displaystyle n_{k}} | Itéré {\displaystyle x_{k+1}} |
| ------- | ---------------------------- | ------------------------------------ | ----------------------------- |
| 0       | e ≈ 2,7182818...             | 2                                    | 8,961055...                   |
| 1       | 8,961055956...               | 8                                    | 75,62293911...                |
| 2       | 75,62293911...               | 75                                   | 8949,669392...                |
| 3       | 8949,669392...               | 8949                                 | 119646723,6...                |

Soit :
{\displaystyle \mathrm {e} =\cot(\operatorname {arccot}(2)-\operatorname {arccot}(8)+\operatorname {arccot}(75)-\operatorname {arccot}(8949)+\operatorname {arccot}(119646723)-\dots )} ; la suite{\displaystyle (n_{k})} est répertoriée comme suite A002668 de l'OEIS
D'autres suites pour des constantes classiques sont données sur le site de l'OEIS :
{\displaystyle {\sqrt {2}}=\cot(\operatorname {arccot}(1)-\operatorname {arccot}(5)+\operatorname {arccot}(36)-\operatorname {arccot}(3406)+\operatorname {arccot}(14694817)-\dots )} : suite A002666 de l'OEIS
{\displaystyle \pi =\cot(\operatorname {arccot}(3)-\operatorname {arccot}(73)+\operatorname {arccot}(8599)-\operatorname {arccot}(400091364)+\operatorname {arccot}(371853741549033970)-\dots )} : suite A002667 de l'OEIS
{\displaystyle {\begin{aligned}\varphi &=\cot(\operatorname {arccot}(1)-\operatorname {arccot}(4)+\operatorname {arccot}(76)-\operatorname {arccot}(439204)+\operatorname {arccot}(84722519070079276)-\dots )\\&=\cot \left(\sum _{k=0}^{+\infty }(-1)^{k}\operatorname {arccot}(L_{3^{k}})\right)\end{aligned}}}
où {\displaystyle \varphi } est le nombre d'or et Lp désigne le nombre de Lucas d'indice p : suite A006267 de l'OEIS

## Constante de Lehmer
Dans sa comparaison entre les développements en fraction continue et ceux en cotangente continue, Lehmer cherche à déterminer les cas où le développement converge le plus lentement.
Le développement en fraction continue à la convergence la plus lente correspond au nombre d'or :
{\displaystyle \varphi =0+{\frac {1}{1+{\frac {1}{1+\ddots }}}}=[0,1,1,\ldots ]}
Le développement en cotangente continue à la convergence la plus lente correspond au cas de la suite :
{\displaystyle n_{0}=0,\,\forall k\in \mathbb {N} ,\ n_{k+1}=n_{k}^{2}+n_{k}+1} : suite A002065 de l'OEIS.
Ce qui donne le réel :
{\displaystyle {\begin{aligned}\xi &=\cot(\operatorname {arccot}(0)-\operatorname {arccot}(1)+\operatorname {arccot}(3)-\operatorname {arccot}(13)+\operatorname {arccot}(183)-\operatorname {arccot}(33673)+\operatorname {arccot}(1133904603)-\ldots )\\&\approx 0,59263271.\\\end{aligned}}}
Ce nombre est appelé constante de Lehmer, voir la suite A030125 de l'OEIS. Ce dernier a affirmé que ce nombre était transcendant mais sa preuve n'est pas valide.

## Applications
Les développements en cotangente continue constituent une alternative aux fractions continues en approximation diophantienne.
Le développement en cotangente continue, grâce à sa convergence très rapide, permet de construire des formules du type de Machin très efficaces. En effet, en reprenant l'exemple du développement de 37/25 vu supra :
{\displaystyle {\frac {37}{25}}=\cot(\operatorname {arccot}(1)-\operatorname {arccot}(5)+\operatorname {arccot}(161))}
permet d'écrire :
{\displaystyle \operatorname {arccot} \left({\frac {37}{25}}\right)=\operatorname {arccot}(1)-\operatorname {arccot}(5)+\operatorname {arccot}(161)}
soit
{\displaystyle \operatorname {arccot}(1)={\frac {\pi }{4}}=\arctan \left({\frac {25}{37}}\right)+\arctan \left({\frac {1}{5}}\right)-\arctan \left({\frac {1}{161}}\right)}